# Свободен Таи
„Свободен Таи“ (на тайски: เสรีไทย) е съпротивително движение в Тайланд по време на Втората световна война.
Организацията е създадена след началото на войната от тайландския посланик в Съединените щати Сени Прамот и е изградена в тясно сътрудничество с американското военно разузнаване. В края на войната тя наброява към 50 хиляди души, които водят партизанска война и осигуряват разузнавателна информация на Съюзниците. В последните месеци на войната „Свободен Таи“ придобива все по-голямо влияние в правителството, съдействайки за излизането на Тайланд от войната.